# Kirchlengern
Kirchlengern är en kommun och ort i Kreis Herford i Regierungsbezirk Detmold i förbundslandet Nordrhein-Westfalen i Tyskland.